# Laura Haro Ramírez
Laura Lorena Haro Ramírez (Guadalajara, Jalisco; 13 de mayo de 1987) es una política mexicana, miembro del Partido Revolucionario Institucional (PRI). Ha sido diputada federal de 2021 a 2023.

## Biografía
Es licenciada en Derecho egresada de la Universidad de Guadalajara y tiene una maestría en Intervención Social en las Sociedades del Conocimiento por la Universidad de la Rioja. De 2005 a 2006 ejerció su carrera profesional como asesora jurídica en el Bufete Mata Morales- Gómez Salazar, de 2007 a 2008 fue auxiliar en el juzgado 10 mercantil del primer partido judicial de Jalisco, y de 2008 a 2010 fue abogada litigante en materia civil, familiar y amparo.
De 2010 a 2012 fue coordinadora de proyectos estratégicos y emprendimiento social de la dirección general de Desarrollo Social y Humano del ayuntamiento de Zapopan, presidido por Héctor Vielma Ordóñez; y de 2012 a 2015 fue regidora del ayuntamiento de Zapopan que encabezó Héctor Robles Peiro. Dejó dicho cargo para participar en las elecciones estatales de 2015 como candidata a diputada local por el distrito 10 local, no logrando el triunfo, que correspondió al candidato independiente Pedro Kumamoto.
Tras la elección, es nombrada directora del plantel Zapopan del Colegio Nacional de Educación Profesional Técnica (CONALEP) y luego es elegida dirigente nacional de la Red de Jóvenes por México del PRI para el periodo de dicho año a 2019. En 2019 al ser elegido presidente nacional del PRI Alejandro Moreno Cárdenas, la designa secretaria de Vinculación con la Sociedad Civil del comité ejecutivo nacional.
Es 2021 es elegida diputada federal por el principio de representación proporcional a la LXV Legislatura que culminará en 2024. En la Cámara de Diputados fue secretaria de la comisión de Puntos Constitucionales; e integrante de las comisiones de Ciencia, Tecnología e Innovación; y, de Gobernación y Población. Solicitó y obtuvo licencia al cargo el 21 de noviembre de 2023, y el día 22 se registró como precandidata del PRI a la Gubernatura de Jalisco para las elecciones de 2024.